# Championnat d'Angleterre de football 1990-1991
Navigation
Édition précédente Édition suivante
La 92e édition du championnat d'Angleterre de football est remportée par Arsenal FC. Le club de Londres finit sept points devant Liverpool FC et gagne son dixième titre de champion d'Angleterre.
Arsenal FC se qualifie pour la Coupe des clubs champions en tant que champion d'Angleterre. Tottenham Hotspur, vainqueur de la coupe se qualifie pour la Coupe des vainqueurs de coupe. Manchester United l'accompagne en tant que tenant du titre. Liverpool FC se qualifie pour la Coupe UEFA au titre de son classement en championnat. 
Le système de promotion/relégation est modifié pour repasser à 22 clubs : descente et montée automatique, sans matchs de barrage pour les deux derniers de première division et les trois premiers de deuxième division, poule de play-off pour les quatrième à septième de la division 2 pour la dernière place en division 1. À la fin de la saison, les clubs de Derby County et Sunderland sont relégués en deuxième division. Ils sont remplacés par Oldham Athletic, West Ham United, Sheffield Wednesday et Notts County après play-off.
L'attaquant anglais Alan Smith, d'Arsenal FC, remporte son deuxième titre de meilleur buteur du championnat avec 22 réalisations.

## Les clubs de l'édition 1990-1991
| Club                                 | Ville       |
| ------------------------------------ | ----------- |
| Arsenal Football Club                | Londres     |
| Aston Villa Football Club            | Birmingham  |
| Chelsea Football Club                | Londres     |
| Coventry City Football Club          | Coventry    |
| Crystal Palace Football Club         | Londres     |
| Derby County Football Club           | Derby       |
| Everton Football Club                | Liverpool   |
| Leeds United Football Club           | Leeds       |
| Liverpool Football Club              | Liverpool   |
| Luton Town Football Club             | Luton       |
| Manchester City Football Club        | Manchester  |
| Manchester United Football Club      | Manchester  |
| Norwich City Football Club           | Norwich     |
| Nottingham Forest Football Club      | Nottingham  |
| Queens Park Rangers Football Club    | Londres     |
| Sheffield United Football Club       | Sheffield   |
| Southampton Football Club            | Southampton |
| Sunderland Association Football Club | Sunderland  |
| Tottenham Hotspur Football Club      | Londres     |
| Wimbledon Football Club              | Londres     |

|  |  |  |  |
|  |  |  |  |
|  |  |  |  |

## matchs et Classement
| Rang | Équipe                 | Pts  | J  | G  | N  | P  | Bp | Bc | Diff |
| ---- | ---------------------- | ---- | -- | -- | -- | -- | -- | -- | ---- |
| 1    | Arsenal                | 83-2 | 38 | 24 | 13 | 1  | 74 | 18 | +56  |
| 2    | Liverpool T S          | 76   | 38 | 23 | 7  | 8  | 77 | 40 | +37  |
| 3    | Crystal Palace         | 69   | 38 | 20 | 9  | 9  | 50 | 41 | +9   |
| 4    | Leeds United P         | 64   | 38 | 19 | 7  | 12 | 65 | 47 | +18  |
| 5    | Manchester City        | 62   | 38 | 17 | 11 | 10 | 64 | 53 | +11  |
| 6    | Manchester United S C2 | 59-1 | 38 | 16 | 12 | 10 | 58 | 45 | +13  |
| 7    | Wimbledon              | 56   | 38 | 14 | 14 | 10 | 53 | 46 | +7   |
| 8    | Nottingham Forest      | 54   | 38 | 14 | 12 | 12 | 65 | 50 | +15  |
| 9    | Everton                | 51   | 38 | 13 | 12 | 13 | 50 | 46 | +4   |
| 10   | Tottenham Hotspur C    | 49   | 38 | 11 | 16 | 11 | 51 | 50 | +1   |
| 11   | Chelsea                | 49   | 38 | 13 | 10 | 15 | 58 | 69 | -11  |
| 12   | Queens Park Rangers    | 46   | 38 | 12 | 10 | 16 | 44 | 53 | -9   |
| 13   | Sheffield United P     | 46   | 38 | 13 | 7  | 18 | 36 | 55 | -19  |
| 14   | Southampton            | 45   | 38 | 12 | 9  | 17 | 58 | 69 | -11  |
| 15   | Norwich City           | 45   | 38 | 13 | 6  | 19 | 41 | 64 | -23  |
| 16   | Coventry City          | 44   | 38 | 11 | 11 | 16 | 42 | 49 | -7   |
| 17   | Aston Villa            | 41   | 38 | 9  | 14 | 15 | 46 | 58 | -12  |
| 18   | Luton Town             | 37   | 38 | 10 | 7  | 21 | 42 | 61 | -19  |
| 19   | Sunderland P           | 34   | 38 | 8  | 10 | 20 | 38 | 60 | -22  |
| 20   | Derby County           | 24   | 38 | 5  | 9  | 24 | 37 | 75 | -38  |

Qualifications européennes
Coupe des clubs champions 1991-1992
- 1er : Premier tour

Coupe des coupes 1991-1992
- C2 : Premier tour
- C : Tour préliminaire

Coupe UEFA 1991-1992
- 2e : Premier tour

Relégation
- 19e et 20e : relégation en Second Division

Abréviations
- T : Tenant du titre
- C : Vainqueur de la FA Cup 1990-1991
- S : Vainqueurs du Charity Shield 1990
- C2 : Vainqueur de la Coupe des coupes 1990-1991
- P : Promu de Second Division 1989-1990

1. 1 2  Points déduits lors du match à Old Trafford en octobre 1990 (2 points pour Arsenal et 1 point pour Manchester United).

## Affluences
| #  | Club                | Stade           | Affluence moyenne sur la saison | Variation |
| -- | ------------------- | --------------- | ------------------------------- | --------- |
| 1  | Manchester United   | Old Trafford    | 43 242                          | + 9,9 %   |
| 2  | Arsenal FC          | Highbury        | 37 012                          | + 9,9 %   |
| 3  | Liverpool FC        | Anfield         | 36 038                          | - 2,3 %   |
| 4  | Tottenham Hotspur   | White Hart Lane | 30 630                          | + 15,7 %  |
| 5  | Leeds United        | Elland Road     | 28 969                          | + 2,7 %   |
| 6  | Manchester City     | Maine Road      | 27 874                          | - 0,4 %   |
| 7  | Aston Villa         | Villa Park      | 25 673                          | + 0,5 %   |
| 8  | Everton FC          | Goodison Park   | 25 127                          | - 4,7 %   |
| 9  | Sunderland          | Roker Park      | 22 639                          | + 27,3 %  |
| 10 | Nottingham Forest   | City Ground     | 22 138                          | + 7,4 %   |
| 11 | Sheffield United    | Bramall Lane    | 21 609                          | + 27,1 %  |
| 12 | Chelsea FC          | Stamford Bridge | 20 906                          | - 4 %     |
| 13 | Crystal Palace FC   | Selhurst Park   | 19 494                          | + 12,5 %  |
| 14 | Southampton FC      | The Dell        | 17 122                          | + 3,9 %   |
| 15 | Derby County        | Baseball Ground | 16 388                          | - 6,6 %   |
| 16 | Norwich City        | Carrow Road     | 15 527                          | - 7,2 %   |
| 17 | Coventry City       | Highfield Road  | 13 882                          | - 3,2 %   |
| 18 | Queens Park Rangers | Loftus Road     | 13 524                          | + 3,3 %   |
| 19 | Luton Town          | Kenilworth Road | 10 313                          | + 4,7 %   |
| 20 | Wimbledon FC        | Selhurst Park   | 7 432                           | - 2,9 %   |

## Bilan de la saison
| Tableau d'Honneur                          |                     |
| Compétition                                | Vainqueur           |
| Championnat d'Angleterre de football       | Arsenal FC          |
| Coupe d'Angleterre de football             | Tottenham Hotspur   |
| Coupe de la Ligue d’Angleterre de football | Sheffield Wednesday |
| Charity Shield                             | Liverpool FC        |

| Promotions et relégations |                                                                  |
| Promus                    | Oldham Athletic West Ham United Sheffield Wednesday Notts County |
| Relégués                  | Sunderland AFC Derby County                                      |

## Meilleur buteur
Avec 22 buts, Alan Smith, attaquant anglais qui joue à Arsenal, remporte son deuxième titre de meilleur buteur du championnat.